# Neodiparidae
Die Neodiparidae bilden eine Hautflüglerfamilie innerhalb der Überfamilie der Erzwespen (Chalcidoidea).
Der tschechische Entomologe Zdeněk Bouček führte im Jahr 1961 die Unterfamilie Neodiparinae innerhalb der Pteromalidae ein. Die Typusgattung ist Neodipara Girault, 1955. Burks et al. führten 2022 aufgrund molekularbiologischer und morphologischer Studien eine Aufspaltung und Umgliederung der Pteromalidae und verwandter Erzwespenfamilien durch. Im Rahmen dieser Revision wurde die Unterfamilie Neodiparinae aus den Pteromalidae ausgegliedert und in den Familienrang erhoben. Die Elatoidinae wurden ebenfalls aus den Pteromalidae ausgegliedert und in die neue Familie Neodiparidae verschoben. Die Familie umfasste nach der Revision 2 Gattungen.

## Merkmale
Burks et al. (2022) beschreiben die Familie Neodiparidae anhand folgender morphologischer Eigenschaften: Die Fühler der Gattung Neodipara besitzen 10 Geißelglieder, die der Gattung Elatoides 11. Diese Zahl beinhaltet 4 Keulenglieder und einen unauffälligen Anellus (Ringglied). Der Clypeus ist ohne einer quer gerichteten subapikalen Furche. Das flexible Labrum ist verdeckt, annähernd herzförmig mit einem medianen Lappen. Das Labrum besitzt Randborsten, die von den Seitenlappen nach vorne ragen. Die Mandibeln der Unterfamilie Neodiparinae weisen 2 Zähne auf. Bei der Unterfamilie Elatoidinae weist die linke Mandibel 2 Zähne auf, die rechte Mandibel 3 Zähne. Die subforaminale Brücke ist mit Postgena getrennt von der unteren Tentoriumsbrücke. Das Mesoscutellum ist mit einem zumindest seitlich angedeuteten Frenum, jedoch ohne einer axillularen Furche. Der mesopleurale Bereich ist ohne ein erweitertes Acropleuron. Das Mesepimeron reicht nicht über den Vorderrand des Metapleurons. Alle Beine weisen 5 Tarsenglieder auf. Der protibiale Sporn ist kräftig und gebogen. Der basitarsale Kamm ist schräg. Das Metasoma ist mit einem separaten Epipygium (Subgenitalplatte).

## Lebensweise
Von den Elatoidinae ist bekannt, dass sie Schildläuse, darunter Eriococcidae und Pseudococcidae, sowie Gallwespen parasitieren. Die Lebensweise der Neodiparinae ist offenbar noch unerforscht.

## Innere Systematik
Nach Burks et al. (2022) sind die Neodiparidae folgendermaßen gegliedert:
- Elatoidinae
  - Elatoides Nikolskaja, 1952 – 4 Arten; Japan, Primorje, Sachalin
- Neodiparinae
  - Neodipara Erdős, 1955 – 3 Arten; Europa, Kanarische Inseln